# Parrella fusca
Parrella fusca är en fiskart som beskrevs av Ginsburg, 1939. Parrella fusca ingår i släktet Parrella och familjen smörbultsfiskar. IUCN kategoriserar arten globalt som otillräckligt studerad. Inga underarter finns listade i Catalogue of Life.